# كلايد بريون ديفيس
كلايد بريون ديفيس (بالإنجليزية: Clyde Brion Davis)‏ (22 مايو 1894، يوناديلا في الولايات المتحدة - 19 يوليو 1962 في الولايات المتحدة)؛ صحفي وروائي أمريكي.

## روابط خارجية
- كلايد بريون ديفيس على موقع IMDb (الإنجليزية)
- كلايد بريون ديفيس على موقع قاعدة بيانات الفيلم (الإنجليزية)